# Reid Watts
Reid Watts (22 dicembre 1998) è uno slittinista canadese.

## Biografia
Ha iniziato a gareggiare per la nazionale canadese nelle varie categorie giovanili sia specialità del singolo che in quella del doppio (in coppia con Matthew Riddle), ottenendo la medaglia di bronzo nel singolo alle Olimpiadi giovanili di Lillehammer 2016 mentre nella disciplina biposto conquistò con Riddle la classifica generale della Coppa del Mondo giovani nella stagione 2014/15.

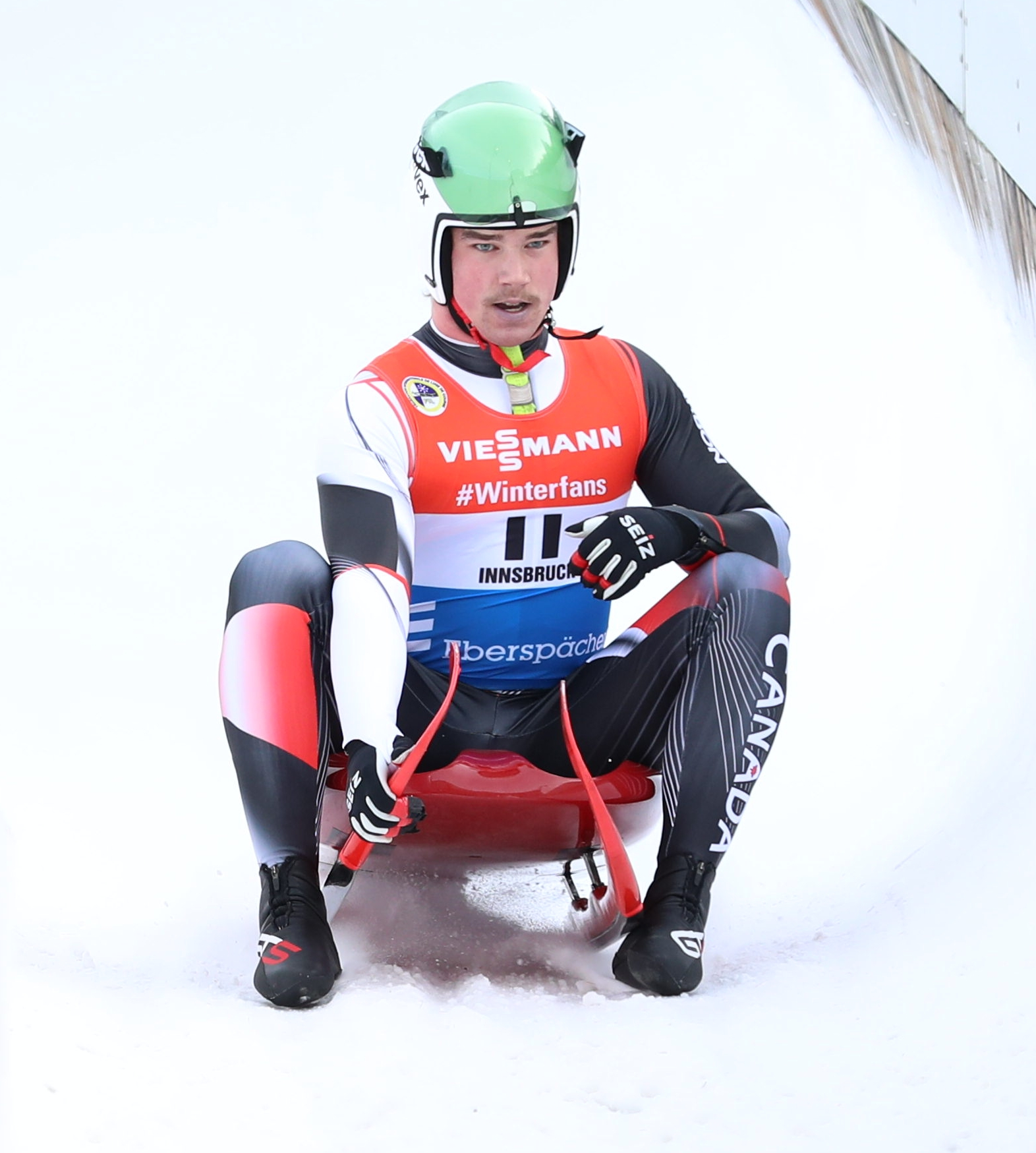
Watts in gara a Innsbruck nel 2018

A livello assoluto ha gareggiato esclusivamente nel singolo, esordendo in Coppa del Mondo nella stagione 2015/16, il 10 gennaio 2016 a Sigulda, piazzandosi al 32º posto nel singolo; ha conquistato il primo podio il 1º dicembre 2018 a Whistler, dove fu terzo nella gara a squadre con i compagni Kyla Graham, Tristan Walker e Justin Snith. In classifica generale, come miglior piazzamento, è giunto al ventiseiesimo posto nel singolo nel 2018/19.
Ha partecipato ai Giochi olimpici invernali di a Pyeongchang 2018, terminando la gara nel singolo in 12ª posizione.
Ha altresì preso parte a quattro edizioni dei campionati mondiali. Nel dettaglio i suoi risultati nelle prove iridate sono stati, nel singolo: ventinovesimo a Schönau am Königssee 2016, ventiseiesimo a Igls 2017, diciottesimo a Winterberg 2019 e diciottesimo a Schönau am Königssee 2021; nel singolo sprint: tredicesimo a Winterberg 2019, ottavo a Soči 2020 e quindicesimo a Schönau am Königssee 2021; nelle prove a squadre: quinto a Winterberg 2019.
Ai campionati pacifico-americani ha vinto la medaglia di bronzo nel singolo a Whistler 2020.

## Palmarès

### Olimpiadi giovanili
- 1 medaglia:
  - 1 bronzo (singolo a Lillehammer 2016).

### Campionati pacifico-americani
- 1 medaglia:
  - 1 bronzo (singolo a Whistler 2020).

### Coppa del Mondo
- Miglior piazzamento in classifica generale nel singolo: 26º nel 2018/19.
- 1 podio (nelle gare a squadre):
  - 1 terzo posto.

### Coppa del Mondo juniores
- Miglior piazzamento in classifica generale nel singolo: 29º nel 2016/17.

### Coppa del Mondo giovani
- Miglior piazzamento in classifica generale nel singolo: 5º nel 2014/15.
- Vincitore della classifica generale nella specialità del doppio nel 2014/15.